# Oliver Barbosa
Pour les articles homonymes, voir Barbosa.
Oliver Barbosa est un joueur d'échecs philippin né le 29 septembre 1986 à Pasig. 

## Biographie
Grand maître international depuis 2011 , il a remporté le tournoi de grands maîtres de New Delhi 2011 avec 9,5 points sur 11 et la médaille de bronze au championnat d'Asie d'échecs de 2013.
Au 1er septembre 2018, il est le numéro un philippin avec un classement Elo de 2 557 points.
Barbosa a représenté les Philippines lors de l'Olympiade d'échecs de 2012 (il jouait au deuxième échiquier derrière Wesley So).
En 2013, il finit 1er-2e du championnat des Philippines (deuxième au départage). Lors de la Coupe du monde d'échecs 2013, il fut éliminé au premier tour par Lê Quang Liêm.